# Beta macrocarpa
La acelga de fruto grande (Beta macrocarpa) es una planta de la familia Chenopodioideae, la cual actualmente algunos expertos incluyen en la familia Amaranthaceae.

## Descripción
Se trata de una planta glabra y ramificada desde la base, con tallos simples o ramificados, decumbentes o erectos, de hasta 40 cm.
Se diferencia dentro del género porque las inflorescencias poseen brácteas hasta el ápice de las inflorescencias, semejantes a las hojas y más largas que las cimas floríferas, que se disponen casi desde la base del tallo.
Sus flores se reúnen en cimas axilares.

## Distribución
Es una especie de amplia distribución y es de encontrar en el sur de Europa, en el Mediterráneo Oriental, en el norte de África y en la llamada Macaronesia. Es una planta ruderal.

## Hábitat
Las acelgas de fruto grande suelen frecuentar terrenos margosos o yesosos, arenales ruderalizados y, más a menudo, las cercanías costeras. También son relativamente frecuentes de encontrar en marismas y saladares.

## Taxonomía
Beta macrocarpa fue descrita por Giovanni Gussone y fue publicada en Index Seminum [Palermo], año 1826.

### Etimología
"beta": Nombre genérico que procede del latín y que significa "acelga".
"macrocarpa": Epíteto que alude al gran tamaño de sus frutos.

### Nombre común
castellano: acelga de fruto grande